# Мешимбаева, Анар Ертулевна
Анар Ертулевна Мешимбаева (18 октября 1970 года, Усть-Каменогорск Восточно-Казахстанская область, Казахская ССР) — экономист-аналитик, кандидат экономических наук. Получила образование на экономическом факультете Московского Государственного Университета им. М. В. Ломоносова. Кандидатскую диссертацию защитила там же по теме: «Статистическое моделирование экономики России в переходный период» в 1999 г. После возвращения в Казахстан работала в различных государственных органах. Занималась анализом социально-экономических процессов в стране и в мире, выработкой рекомендаций руководству страны. Руководила Институтом экономических исследований Министерства экономики и бюджетного планирования, Центром системных исследований и Отделом социально-экономического анализа Администрации Президента Республики Казахстан, Агентством Республики Казахстан по статистике. В 2019 году сменила род деятельности, работает с детьми и взрослыми с нарушениями в развитии. Дополнительное высшее образование нейроспихолог получила в Московском институте психоанализа. 

## Биография
Родилась 18 октября 1970 г. в городе Усть-Каменогорск.
В 1994 году окончила экономический факультет МГУ имени М. В. Ломоносова. Экономист. В 1998 году — аспирантуру Московского государственного университета. Кандидат экономических наук, тема диссертации: «Статистическое моделирование основных макроэкономических показателей развития России в период реформ» (Москва, 1998), научный руководитель — профессор Ю. Н. Иванов.

## Трудовой стаж
- В 1998—2002 гг. — главный специалист, начальник отдела, заместитель директора, директор департамента социально-экономического анализа Агентства по стратегическому планированию Республики Казахстан.
- В 2002—2003 гг. — заместитель директора департамента региональной политики и межбюджетных отношений Министерства экономики и бюджетного планирования Республики Казахстан.
- В 2003—2005 гг. — первый заместитель генерального директора, исполняющая обязанности генерального директора Института экономических исследований МЭБП Республики Казахстан.
- С 2005 по 5 марта 2005 года — заведующая Центром системных исследований Управления экономической политики Администрации Президента Республики Казахстан.
- С 5 марта 2005 года по 30 августа 2006 года — заведующая Центром системных исследований Администрации Президента Республики Казахстан.
- С 30 августа 2006 года — по 27 февраля 2007 года — Заведующая Отделом социально-экономического анализа Администрации Президента Республики Казахстан.
- С 28 февраля 2007 года — по 27 октября 2009 года — Председатель Агентства Республики Казахстан по статистике.
- С апреля 2018 года — по апрель 2019 года советник-аналитик в строительном холдинге.
- С апреля 2019 года – работа в проектах и частный нейропсихолог.

Руководство Агентством по статистике Агентство по статистике в период ее руководства было передислоцировано из бывшей столицы Алматы в новую столицу Астану. Была проведена модернизация процессов статистики — оптимизированы все статистические формы, начат переход к электронной сдаче статистической отчетности, создан новый Информационно-вычислительный центр, создан Обучающий центр для статистиков и пользователей, обновлен дизайн и содержание статистических публикаций, проведена Перепись населения и жилищного фонда.
Международные контакты Агентства по статистике под ее руководством были значительно расширены и укреплены. В 2007 году Агентство по статистике Республики Казахстан в сотрудничестве с Европейской экономической комиссией Организации Объединенных Наций (ЕЭК ООН) провело три общеевропейские конференции по подготовке цикла переписей населения и жилого фонда 2010 года. В том же году Анар Мешимбаева пригласила ЕЭК ООН (и азиатскую ЭСКАТО ООН) провести глобальную оценку национальной статистической системы Казахстана. Она инициировала подготовку проекта поддержки Всемирного банка «Укрепление национальной статистической системы в Казахстане», который был реализован в 2012—2016 годах. На международных статистических конференциях она представила много интересных презентаций. В 2008—2009 годах Казахстанское национальное статистическое агентство провело ряд международных учебных семинаров по вопросам внедрения статистических методологий, признанных международным сообществом. В те же годы Агентство по статистике разработало стратегию по распространению статистической информации.
Глобальная оценка завершилась в феврале 2008 года, выдержка из резюме оценки: «В субрегионе Центральной Азии Национальное статистическое агентство Казахстана служит примером хороших рабочих стандартов, соблюдения Основных принципов официальной статистики и международного сотрудничества. Новые структурные изменения в производственной системе, диапазон и практика распространения и использования современных информационно-коммуникационных технологий (ИКТ) предполагается осуществить в ближайшие несколько лет. Задача, в частности, для руководства Агентства по статистике, будет заключаться в проведении всеобъемлющих реформ и одновременном осуществлении текущей работы. С учетом существующей решительной ориентации на новые и более эффективные методы сбора и обработки данных, планируемой разработки обучения и различных форм поддержки развития людских ресурсов, при содействии разработке широкой и ориентированной на пользователя стратегии распространения информации, есть хорошие перспективы для амбициозной реформы, которые должны быть реализованы на практике». (стр. 9)http://www.unece.org/fileadmin/DAM/stats/documents/technical_coop/GA_Kazakhstan_EN.pdf
Анар Мешимбаева: Как данные могут быть инструментальными в демократическом диалоге. Презентация на организованном ЕЭК ООН семинаре «Роль официальной статистики, обеспечивающей принятие решений, основанных на фактических данных». Париж, июнь 2008 г. http://www.unece.org/fileadmin/DAM/stats/documents/ece/ces/2008/mtg1/crp.6.e.pdf

## Прочие должности
- Бывший член Совета руководителей статистических служб государств-участников Содружества Независимых Государств.

## Уголовное дело
На фоне скандала переписи населения в 2009 году Мешимбаева Анар была обвинена в хищении бюджетных средств в размере 700 млн тенге, которые были выделены на перепись населения Республики Казахстан. Обвинения были предъявлены руководству Агентства по статистике, хотя деньги были обналичены субподрядными компаниями уже после проведения переписи населения. Выехала из страны на время разбирательства. Не скрывалась, жила в Москве. В ноябре 2009 года объявлена в международный розыск. В сентябре 2013 года была экстрадирована в Казахстан. 14 февраля 2014 года по решению Есильского районного суда приговорена к 7 годам колонии общего режима с конфискацией имущества без права занимать должность на государственной службе 5 лет. Также был удовлетворён иск Агентства Республики Казахстан по статистике о возмещении ущерба в размере более 500 миллионов тенге (около 100 млн рублей по курсу февраля 2014 года). Подсудимая заявила, что намерена обжаловать решение суда. В 2015 году указом Президента Нурсултана Назарбаева о помиловании срок отбывания наказания для Анар Мешимбаевой был сокращен на два года. Она вышла свободу 5 февраля 2018 года.

## Движение «В Мир Добра»
- В июле 2018 года ею организовано Движение «В Мир Добра». Цель проекта — помочь соединить людей, нуждающихся в помощи и тех, кто может помочь, территориально близко живущих — в соседних дворах и микрорайонах. Проект предназначен также для распространения идеи взаимопомощи на безвозмездной основе в любом городе любой страны.

## Книга «Важен каждый»/«Өмір – сынақ»
- В 2022 году опубликовала книгу «Важен каждый», на казахском языке «Өмір – сынақ». В автобиографической повести описывается устройство государственной службы и других государственных структур в Республике Казахстан, жизнь в ссылке и в заключении, судьбы людей, предложения по реформированию страны.